# Croce di Dagmar

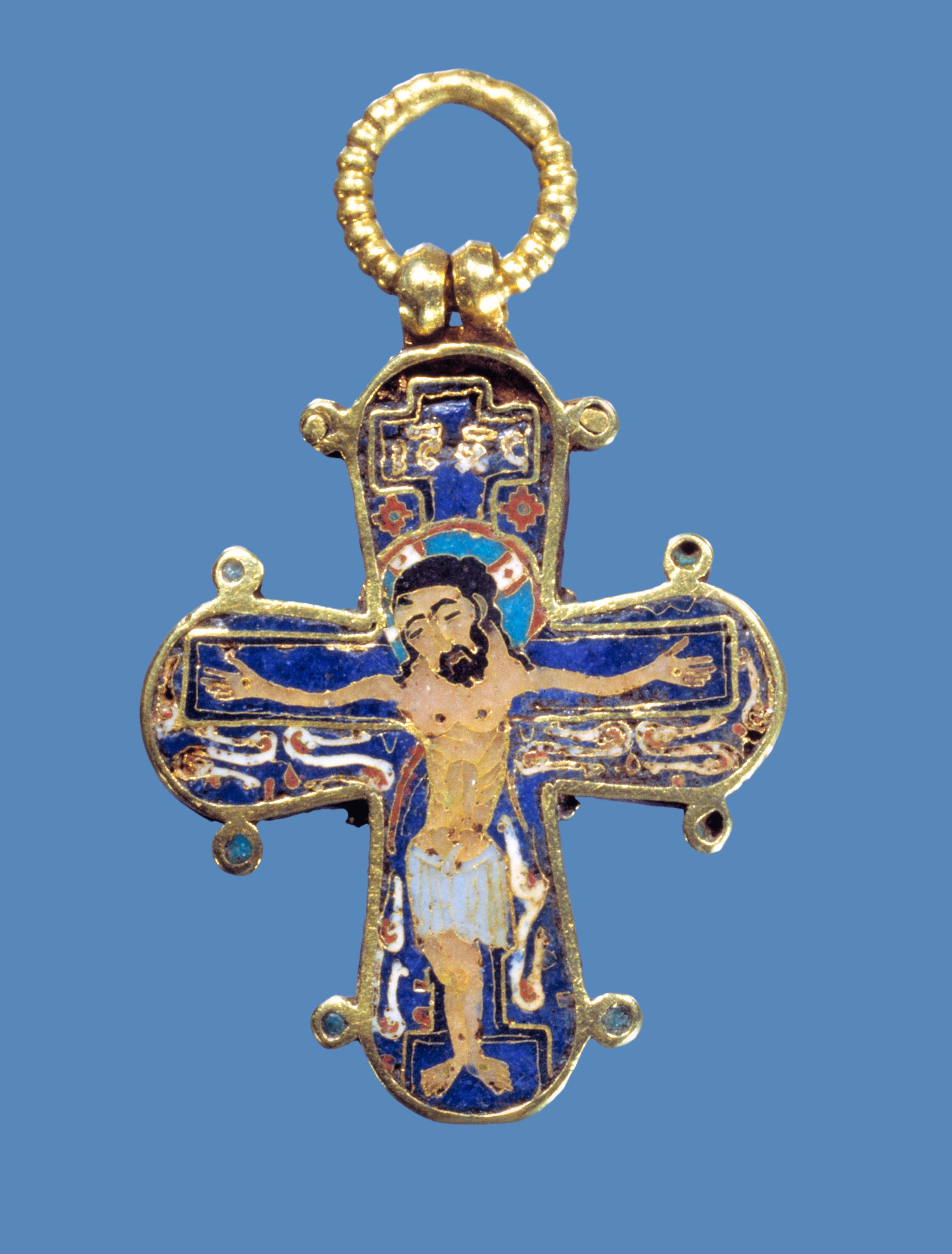
L'originale Croce di Dagmar, esposta al Museo nazionale danese

La Croce di Dagmar è una croce reliquiaria bizantina del XI o XII secolo realizzata in oro con smalto cloisonné, che si ritiene sia appartenuta alla regina Dagmar, anche se potrebbe essere appartenuta a sua cognata Richiza, oggi è esposta al Museo nazionale danese. In Danimarca le repliche della croce vengono tradizionalmente regalate alle ragazze in occasione del loro battesimo o della cresima.

## Scoperta

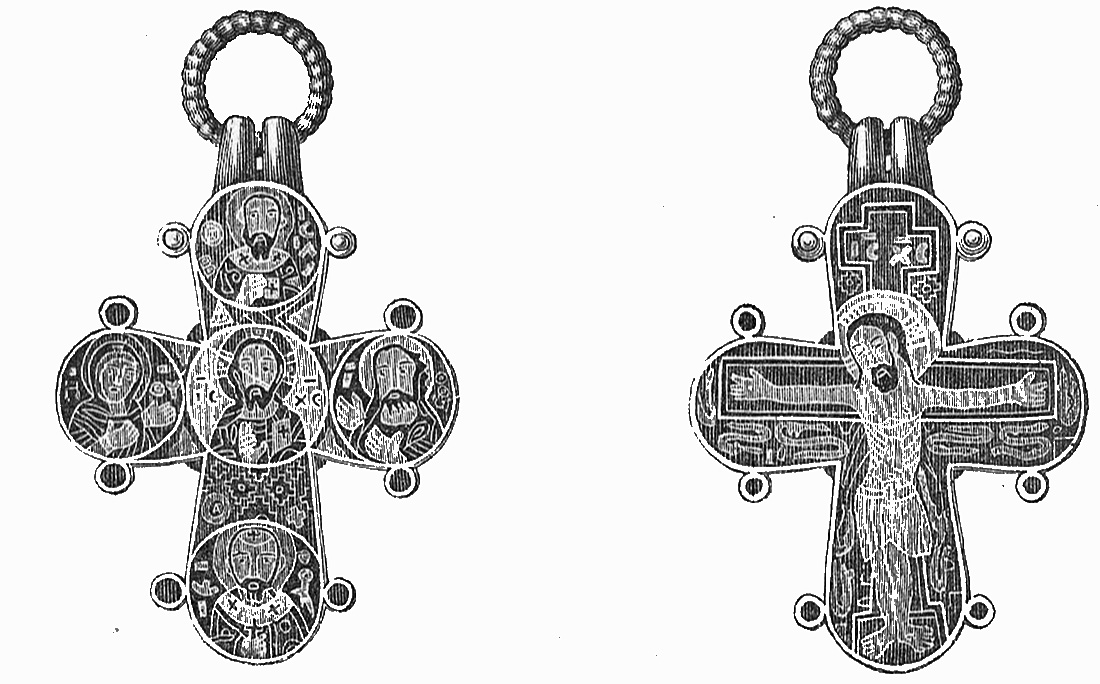
Illustrazione dalla Nordens historie (1995)

La croce di Dagmar fu scoperta nel 1683 nella chiesa di San Bendt, probabilmente quando il prefetto Christian Blichfeld rimosse due tombe reali, in tutto o in parte, per far posto alla tomba della moglie. Dopo il suo trasferimento alla Tesoreria Reale (Det Kongelige Kunstkammer) nel 1695, è divenuta nota come Croce di Dagmar, in quanto si riteneva fosse appartenuta alla popolare regina Dagmar, morta nel 1212. Tuttavia, è più probabile sia appartenuta alla sorella di Valdemaro II, di Richiza, morta nel 1220. Entrambe le loro tombe sono state distrutte.

## Descrizione

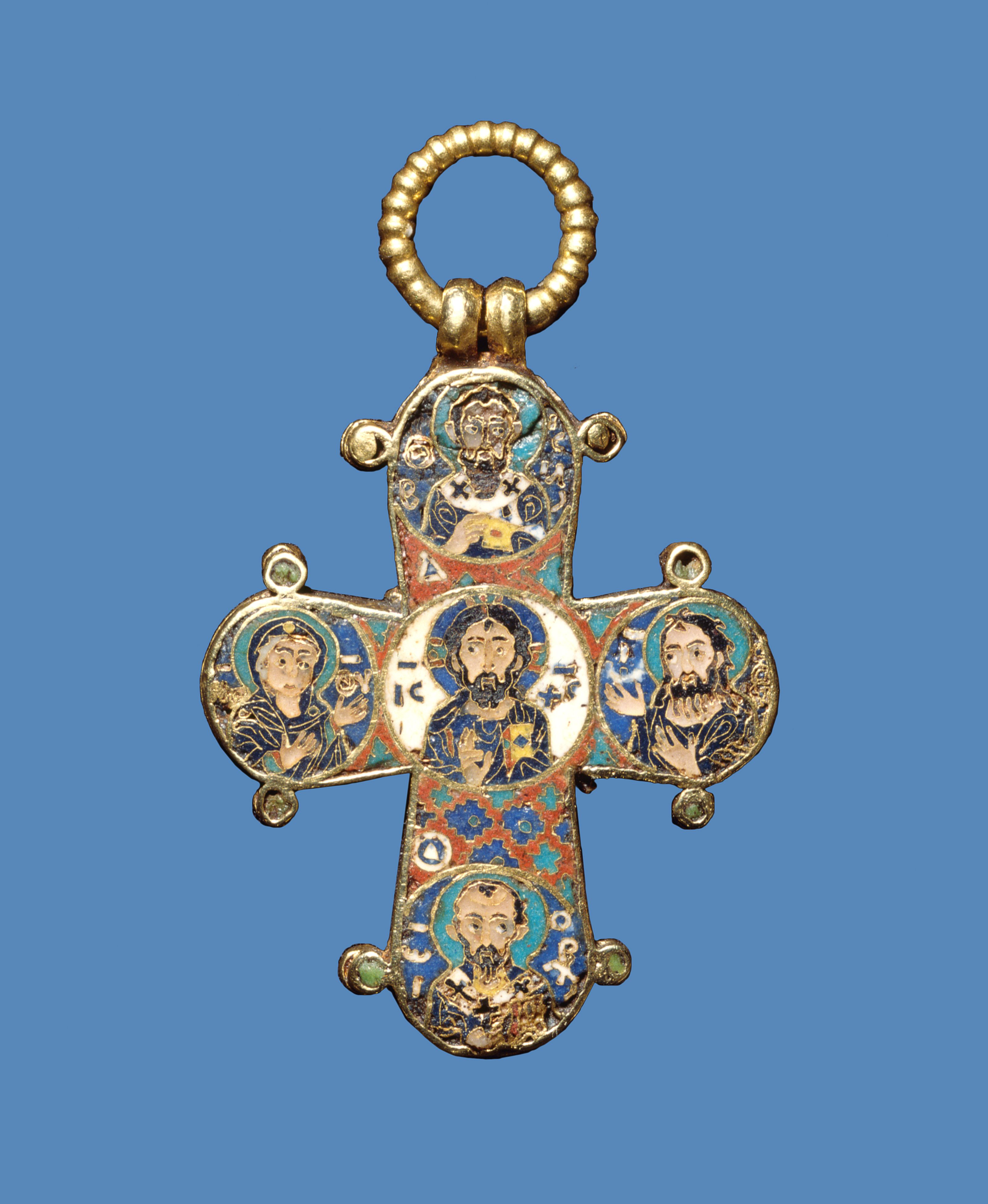
Il lato posteriore

La croce è realizzata in oro e smalto e misura circa 4,3 x 2,9 x 0–3 centimetri. Su uno dei lati sono raffigurati Cristo in croce, Basilio di Cesarea e Giovanni Crisostomo.

## Repliche e tradizioni
Nel 1863, Federico VII di Danimarca regalò una copia della Croce di Dagmar ad Alessandra di Danimarca come dono per il suo matrimonio con Edoardo VII, principe di Galles. Da allora, le repliche della croce sono diventate comuni come gioielli nuziali. In particolare, è diventata abitudine comune regalare una Croce di Dagmar alle ragazze in occasione del loro battesimo o della loro cresima.